# 스무 살의 봄
〈스무 살의 봄〉은 2012년 5월 11일에 발매된 아이유의 싱글 앨범이다. 5월 4일에 아이유의 세 번째 자작곡인 〈복숭아〉가 선공개되었다.이 곡은 f(x)의 설리를 생각하면서 만들었다고 한다. 5월 11일에 전곡이 공개되었으며, 이번 앨범의 타이틀 곡은 〈하루 끝〉이다. 이번 앨범은 아이유의 첫 단독콘서트 〈Real Fantasy〉 일정으로 인해 방송활동을 하지 않았다. 한편, 수록곡 〈복숭아〉는 5월 25일에 방송된 《유희열의 스케치북》에서 불렀다.

## 트랙 목록
| #            | 제목              | 작사         | 작곡           | 편곡             | 재생 시간 |
| ------------ | ----------------- | ------------ | -------------- | ---------------- | --------- |
| 1.           | 〈복숭아〉        | 아이유       | 아이유         | G.고릴라, 아이유 | 3:10      |
| 2.           | 〈하루 끝〉       | 김이나       | 박근태, 김도훈 | 김도훈           | 4:02      |
| 3.           | 〈그 애 참 싫다〉 | 김은수       | 심은지         | 심은지           | 4:17      |
| 총 재생 시간 | 총 재생 시간      | 총 재생 시간 | 총 재생 시간   | 총 재생 시간     | 11:29     |

## 같이 보기
- 코리아 K-Pop 핫 100 1위 목록
- 2012년 가온 디지털 차트 1위 목록